# Casa Marina
Casa Marina ist ein Stadtviertel im Zentrum von Key West auf der Insel Key West in den Florida Keys. 

## Lage
Es wird abgegrenzt von den United, Vernon and White Streets, dem Atlantic Boulevard und der Steven Avenue. Benannt wurde das Viertel nach einem Hotel des Eisenbahnpioniers Henry Morrison Flagler, das in diesem Bereich stand.
Die etwa 950 Bewohner dieses Viertels leben auf etwa 0,63 km². Im Süden befindet sich der Higgs Beach Dog Park.